# Jennifer Ann Massey
Jennifer Ann Massey (* 20. April 1973 in Houston, Texas) ist eine US-amerikanische Schauspielerin und ehemaliges Model. 

## Karriere
Jennifer Ann Massey hatte Rollen in Fernsehserien wie beispielsweise The West Wing, CSI: Miami, Monk oder The Mentalist. 2005 spielte sie in der Comedy-Romanze Her Minor Thing neben Estella Warren und Ivana Miličević in einer Nebenrolle. 2012 verkörperte sie im Horror-Thriller Breaking the Girl neben Madeline Zima und Agnes Bruckner die Jaime Ryan.

## Filmografie (Auswahl)
- 2001: Jack & Jill (Fernsehserie, eine Episode)
- 2003: Fastlane (Fernsehserie, eine Episode)
- 2003: The West Wing – Im Zentrum der Macht (The West Wing, Fernsehserie, eine Episode)
- 2005: Die wilden Siebziger (That ’70s Show, Fernsehserie, eine Episode)
- 2005: CSI: Miami (Fernsehserie, eine Episode)
- 2005: Her Minor Thing
- 2005: Two and a Half Men (Fernsehserie, eine Episode)
- 2006: Ghost Whisperer – Stimmen aus dem Jenseits (Ghost Whisperer, Fernsehserie, eine Episode)
- 2006: Kitchen Confidential (Fernsehserie, eine Episode)
- 2007: The Jinn
- 2007: Monk (Fernsehserie, eine Episode)
- 2009: Dangerous Women (Fernsehserie, eine Episode)
- 2009: State of the Union (Fernsehserie, eine Episode)
- 2010: Frontera
- 2010: The Mentalist (Fernsehserie, eine Episode)
- 2011: It’s Always Sunny in Philadelphia (Fernsehserie, eine Episode)
- 2012: Breaking the Girl
- 2013: Five Thirteen
- 2013: underGRAD (Fernsehserie, zwei Episoden)